# کاترین هس
کاترین هس (آلمانی: Katrin Heß؛ زادهٔ ۲۶ ژوئن ۱۹۸۵) بازیگر و مدل اهل آلمان است. وی از سال ۲۰۰۳ میلادی تاکنون مشغول فعالیت بوده‌است.
از فیلم‌ها یا برنامه‌های تلویزیونی که وی در آن نقش داشته‌است می‌توان به هشدار برای کبرا ۱۱ اشاره کرد.